# Чорні дрозди (фільм, 1915)
«Чорні дрозди» (англ. Blackbirds) — американська чорно-біла німа драма режисера Дж. П. Макґовена 1915 року.

## У ролях
- Лаура Гоуп Крюс — Леоні Собатскі
- Томас Міґан — Джек Доггінз / Невіл Траск
- Джордж Ґебгардт — Бечел
- Реймонд Гаттон — Гоук, молодший
- Джейн Вульф — графиня Марофф
- Флоренс Даґмар — міс Крокер
- Евелін Десмонд — місіс Крокер
- Едвін Гарлі — містер Крокер
- Фредерік Вілсон — Абі Айзекс